# Robert Lawson Vaught
Robert Lawson Vaught (4 avril 1926 - 2 avril 2002) est un mathématicien logicien, un des fondateurs de la théorie des modèles.

## Biographie
Vaught commence ses études universitaires au Pomona College à 16 ans. Lorsque la Seconde Guerre mondiale éclate, il s'enrôle dans la marine US qui l'affecte au programme V-12 de formation de la Marine, à l'université de Californie. En 1945, il obtient un baccalauréat universitaire en physique.
En 1946, il commence un doctorat en mathématiques à l'université de Berkeley, sous la direction de John L. Kelley, sur les C*-algèbres. En 1950, avec la pression du maccarthysme, l'université de Berkeley requiert de l'ensemble du personnel de signer un loyalty oath (en) (serment de fidélité). Kelley refuse, change d'université et travaille pendant trois ans, à l'université Tulane. Vaught, resté à Berkely, recommence un travail de thèse, sous la direction cette fois-ci d'Alfred Tarski, et termine en 1954 un Ph. D. de logique mathématique intitulé Topics in the Theory of Arithmetical Classes and Boolean Algebras. Après quatre années à l'université de Washington , Vaught retourne en 1958 à Berkeley, où il reste jusqu'à sa retraite en 1991.
Il a dirigé la thèse de Ronald Fagin.

## Travaux
Les travaux de Vaught sont centrés principalement autour de la théorie des modèles. En 1957, Tarski et lui introduisent les sous-modèles élémentaires et le test dit de Tarski-Vaught qui les caractérise. En 1962, lui et Michael D. Morley définissent le concept de structure saturée (en). Ses études de modèles dénombrables de théories du premier ordre conduisent Vaught à formuler la conjecture de Vaught selon laquelle le nombre de modèles dénombrables d'une théorie complète du premier ordre est toujours fini, dénombrable infini, ou a la puissance de l'ensemble des nombres réels. Le théorème de Vaught (en), appelé aussi le théorème du « Never 2 », stipule qu'une théorie complète du premier ordre ne possède jamais exactement deux modèles dénombrables non isomorphes.
Son article Invariant sets in topology and logic, qui introduit la transformation de Vaught, a été fréquemment cité.
Il est connu de plus pour le théorème de Feferman-Vaught et le test de complétude et décidabilité dit théorème de Łoś–Vaught.
Vaught était un enseignant doué pour les débutants (undergraduates), et ses écrits étaient réputés pour leur élégance et clarté. Son livre Set Theory: An Introduction (deuxième édition 1994, paperback 2001) témoigne de ses capacités à cet égard.

## Prix et distinctions
Il est le premier lauréat du Prix Karp en 1978.

## Source de la traduction
- (en) Cet article est partiellement ou en totalité issu de l’article de Wikipédia en anglais intitulé « Robert Lawson Vaught » (voir la liste des auteurs).